# Properigea loculosa
Properigea loculosa är en fjärilsart som beskrevs av Augustus Radcliffe Grote 1881. Properigea loculosa ingår i släktet Properigea och familjen nattflyn. Inga underarter finns listade i Catalogue of Life.